# Schinus gracilipes
Schinus gracilipes är en sumakväxtart som beskrevs av Ivan Murray Johnston. Schinus gracilipes ingår i släktet Schinus och familjen sumakväxter. Inga underarter finns listade i Catalogue of Life.